# Marcelinho
Marcelinho (egentligen Marcelo dos Santos), född 17 maj 1975, är en brasiliansk före detta fotbollsspelare som spelade fem matcher och gjorde ett mål för det brasilianska landslaget mellan 1998 och 2001. En stor del av 2000-talet tillbringade Marcelinho i tyska Bundesliga där han bland annat spelade 165 ligamatcher och gjorde 65 mål för Hertha Berlin och vann den tyska ligacupen 2002. Marcelinho avslutade karriären 2020 i den brasilianska klubben Perilima.